# Высокий (Таловский район)
Высокий — посёлок в Таловском районе Воронежской области.
Входит в состав Каменно-Степного сельского поселения.

## География

### Улицы
| - ул. Гагарина - ул. Карла Маркса - ул. Комсомольская - ул. Ленина - ул. Мира - ул. Молодежная - ул. Первомайская | - ул. Перестройка - ул. Полевая - ул. Пушкина - ул. Рабочая - ул. Центральная - ул. Юбилейная |

## История
Посёлок Высокий был основан 22 мая 1922 года выходцами из села Озёрки, преимущественно субботниками. К 1925 году на Высоком было 53 двора и 311 жителей. В 1926 году здесь была открыта школа в доме Воронина Якова Григорьевича; в 1929 году было построено новое здание (на месте сегодняшнего медпункта). В 1935 году в посёлке появился первый пионерский отряд, в 1937 году была организована комсомольская организация.
В годы Великой Отечественной войны линия фронта подходила к селу, но оно не было занято немцами. В память о погибших в Великой Отечественной войне в центре посёлка воздвигнут памятник.
После распада СССР около половины жителей выехали на постоянное место жительство в Израиль. В 1994 году на Высоком было 487 хозяйств и 1421 житель; в 2007 году — 950 человек. На апрель 2007 года в Израиле проживает 510 высочан.
В посёлке живёт около 800 иудеев нееврейского происхождения. В 2011 году в нём появилась своя маленькая синагога. Однако старики так и не признали раввина, приехавшего в 2012 году из Израиля, и по-прежнему молятся дома друг у друга.

## Население
| 2010 |
| ---- |
| 1280 |